# 久字古妖怪伝ふわゆら
『久字古妖怪伝ふわゆら』（くじふるようかいでんふわゆら）は、丸べこによる日本の漫画作品。ポプラ社の漫画雑誌『プレコミックブンブン』にて、2004年1月号から2004年9月号まで連載された。

## あらすじ
久字古小学校に通う小学生のハヤトは、学校で自慢するために町の祠に貼られていた封印の札（五嶽眞形圖）をはがしてしまい、妖怪たちが次々と復活する。町内の平和を取り戻すため、ハヤト、ゆつ、ついじの3人は「妖怪バスターズ」を結成し、天野家に伝わる怪典「ふわゆら」を用いて妖怪を封印していく。

## 登場人物

### 妖怪バスターズ
ハヤト
久字古小学校の4年1組に通う小学生。封印のお札を剥がした責任をとらされ、妖怪バスターズの一員となる。
天野 ゆつ（あまの ゆつ）
久字古町の古道具屋、「天野屋」の主人の孫娘。式神を使って妖怪退治をすることができ、「美少女妖怪バスター」を自称している。
ついじ
ハヤトの親友で、のんびり屋。祠から出現した妖怪「大首」に襲われる。
オコッチョ君
天野家に仕える式神。普段は小さなオコジョの姿をしているが、戦闘時は強力な姿に変化する。大気を動かす技「風来」を持つ。好物はプリン。

### 周辺人物
天野屋のじいさん
ゆつの祖父。表向きは古道具屋、実態は妖怪グッズの販売店である「天野屋」を営んでおり、妖怪退治の仕事も請け負っている。
ハヤトの祖母
ハヤトの祖母。生け花を趣味としており、発表会にも出展している。
八代（やしろ）
12年後の久字古小学校の生徒。担任は、教師となったハヤトである。

### 黄泉の世界の人物
魔王・山本五郎左衛門によって魂を引きはがされたオコッチョ君を助けるため、禁術「黄泉送り」によってハヤトが送られた600年前の世界（あの世とこの世の境目）に住む人物たち。
阿多 隼人（あた はやと）
ハヤトの黄泉の世界での姿。この世界では、隼人は妖怪に両親を殺されて身寄りのなかったところをお師匠様に引き取られ、妖怪退治士の見習いをしている。
由都（ゆつ）
妖怪退治士。隼人、お師匠様とともに暮らしており、身につけた鈴から式神の「金華」を呼び出すことができる。
金華（きんか）
由都の式神。巨大なネコの姿をしている。
お師匠様
由都の父。妖術を極めるために大陸から日本へと渡り、12年間日本で妖怪退治をしている。命の危機を救われたことがきっかけで、領主の山本に妖術を教えた。娘の由都のほかに、両親を失った隼人と五郎左衛門を育てた。妖怪と化した五郎左衛門を隼人が封印した後、オコジョに憑依転生し、式神「オコッチョ君」となった。
山本（やまもと）
隼人らが住む地の領主。お師匠様から妖術を教わり、その力で天下を取ろうと、民を生け贄にして妖怪たちを手足のように使っていた。家臣である阿多（隼人の父）の諌めを邪魔に思い、妖怪をけしかけて阿多家を一族もろとも滅ぼそうとした。
山本 五郎左衛門（やまもと ごろうざえもん）
隼人の兄。山本家に養子に入り、両親の仇である山本を討つが、受け継いだ妖力の虜となり、自身が妖怪の王となってしまう。600年前の世界では禁術「五岳印」によって封印されるが、のち現代に復活し、妖怪を封印するハヤトらを滅ぼそうとする。モデルは妖怪の山本五郎左衛門（さんもとごろうざえもん）。

### 妖怪
大首（おおくび）
第1話に登場。大きさ約3メートルの生首の妖怪。ハヤトが封印をといたことにより出現し、ついじを襲った。
大蛇（おろち）
第2話に登場。巨大な蛇の妖怪。かつて住んでいたといわれる久字古公園の洞窟「蛇の穴」から出現。
サトリ
第3話に登場。予言をしたり人の心を読むかわりに、人を連れさり食べてしまう。正体が猿であることを暴かれ、霊力を失った。
水虎（すいこ）
第4話に登場。浄水場の工事現場に出現。河童の中でも最も凶暴で手強い妖怪だが、本体である「呪いの皿」を破壊されたことで力を失った。
青坊主（あおぼうず）
第5話に登場。大きな目玉をもつ一つ目の妖怪で、催眠術を操る。掛け軸の中にハヤトを取り込み、目を奪おうとした。
後神（うしろがみ）
第6話に登場。
悪鬼（あっき）
第6話に登場。小さな鬼の姿をした妖怪。山本五郎左衛門が天野屋を襲った際、ゆつの祖父の体にまとわりついていた。
陰摩羅鬼（おんもらき）
第6話に登場。顔は女性、体とくちばしは鳥のような姿をしている。山本五郎左衛門に従い、鬼火や羽根を使った攻撃をする。
大蝦蟇（おおがま）
第7話に登場。600年前の世界の妖怪。多数の「火の粉ガエル」を出現させて攻撃する。
鬼（おに）
第8話に登場。600年前の世界の妖怪。山本五郎左衛門の霊力によって呼び出され、山本の屋敷を訪れたお師匠様を襲った。

## 用語
怪典「ふわゆら」
妖怪を封じる力を持つ書。ダメージを負って霊力が弱まった妖怪に対してページを開き、命令をすることでその妖怪を封じることができる。天野家に代々伝わる家宝であり、中国から渡来した偉大な道士が妖怪たちを久字古町の祠に封印した後、再び同じことが起きた時に備えて仙術を用いて創ったものである（600年前の世界では、お師匠様が大陸から持ち込み、命の次に大切にしている妖書という設定になった）。
式服（しきふく）
妖怪退治士の着用する衣服。妖怪の妖気を吸収して退治士の力を高める。
五岳印（ごがくいん）
どんな妖怪をも必ず滅することができる破邪の術。術を発動させるには術者の命が必要となる。600年前、隼人は自分の命と引き換えにこの術を使い、山本五郎左衛門を封印した。
（バク）
密教に伝わる印。ゆつが山本五郎左衛門に対して使用した。